# Gary Husband

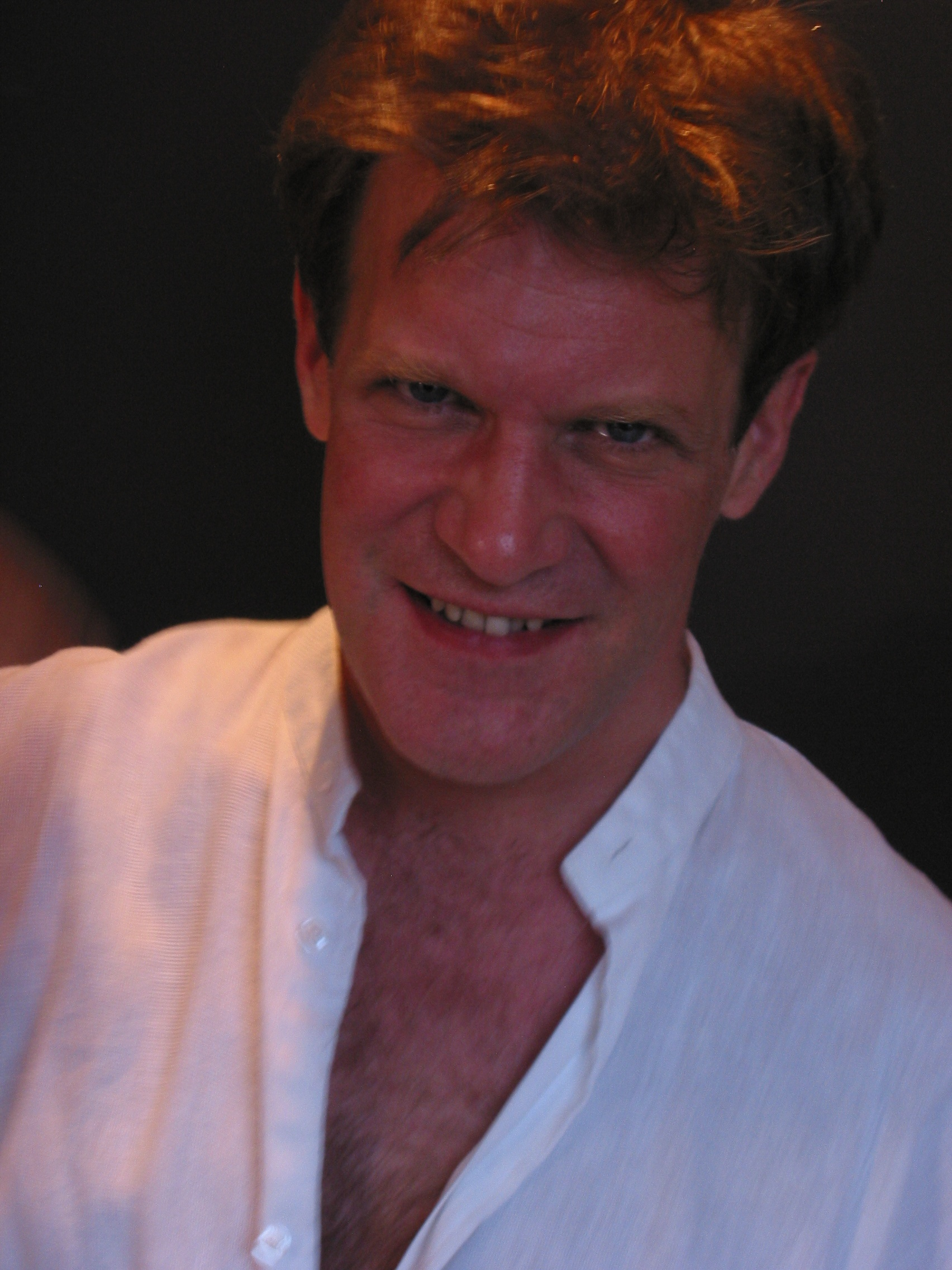
Gary Husband

Gary Husband (* 14. Juni 1960 in Leeds) ist ein britischer Fusionmusiker (Schlagzeug, Piano). Ian Carr zufolge behandelt er seine beiden Instrumente gleichrangig und „ist auf beiden technisch brillant.“

## Leben und Wirken
Husband erhielt ab dem Alter von sieben Jahren Klavierunterricht; sein Vater, ein Flötist und Komponist, unterrichtete ihn in Musiktheorie. Dem Schlagzeug wendete er sich mit zehn Jahren zu. Er ist seit den späten 1970er Jahren in London ansässig, wo er mit Gordon Beck, Jim Mullen und Barbara Thompson arbeitete. Mit Allan Holdsworth war er mehrfach auf Tournee und an Einspielungen wie I.O.U. oder Wardenclyffe Tower beteiligt. Sein Soloalbum The Things I See greift Holdsworths Musik auf. Er gründete eigene Bands wie Force Majeure (mit Jerry Goodman) und Drive. Weiterhin arbeitete er auch mit John McLaughlin, Billy Cobham, Ken Stubbs, Olga Konkova, Level 42, Jack Bruce und in Deutschland mit der NDR Bigband und der hr-Bigband. Seit mehreren Jahren bildet er auch ein Trio mit Christof Lauer und Michel Godard. 2012 erschien das Album Dirty & Beautiful Volume 2, an dem McLaughlin und der Bassist Mark King mitwirkten. Als „Jazz Instrumentalist of the Year“ wurde er 2023 bei den Parliamentary Jazz Awards ausgezeichnet.

## Diskographische Hinweise
- 1998: Diary of a Plastic Box
- 1998: Gary Husband, Steve Topping and Paul Carmichael: What It Is (Live in the studio circa 1980)
- 1999: The New Gary Husband Trio: From the Heart
- 2004: Gary Husband & Friends: Aspire
- 2004: The Things I See - Interpretations of the Music of Allan Holdsworth
- 2006: A Meeting of Spirits - Interpretations of the Music of John McLaughlin
- 2007: Christof Lauer, Michel Godard, Gary Husband Blues in Mind
- 2008) The Complete Diary of a Plastic Box
- 2009: Gary Husband's Drive: Hotwired
- 2009: Tryptych. Shulgin’s Songbook. Part II - Gary Husband Plays Alexander Shulgin
- 2010: Dirty & Beautiful Vol 1
- 2012: Dirty & Beautiful Vol 2
- 2013: Gary Husband & Alex Machacek: NOW
- 2013: Gary Husband, Alexander Shulgin Alexander Shulgin's Diptych Skazka. Part 2. Skazka for boys
- 2014: Dirty & Beautiful Vol 1 Remix Edition
- 2021: The Things I See - Interpretations of the Music of Allan Holdsworth

Solo-DVD-/Video-Veröffentlichungen
- 1997: Gary Husband - Interplay & Improvisation On The Drums - VHS VIDEO
- 2003: Gary Husband & The Mondesir Brothers - To The Power Of Three - DVD
- 2005: Gary Husband's Force Majeure - Live At The Queen Elizabeth Hall, London - DVD

## Lexigraphischer Eintrag
- Ian Carr, Digby Fairweather, Brian Priestley: Rough Guide Jazz. Der ultimative Führer zur Jazzmusik. 1700 Künstler und Bands von den Anfängen bis heute. Metzler, Stuttgart/Weimar 1999, ISBN 3-476-01584-X.